# Limba maori
Limba maori, pronunțată trifonemic MA-o-ri, este limba nativă a populației băștinașe a Noii Zeelande, care se numește, la rândul său, maori. Cuvântul trifonemic ma-o-ri, care este un cuvânt invariant la singular și plural, nu trebuie confundat cu cuvântul difonemic mauri, care se citește Ma-uri și care se referă la un alt grup de oameni, reprezentând un plural, maur, mauri. 

## Origini
Evidențe lingvistice și arheologice, sugerează, posibila migrare a câtorva valuri, din zona de Est a Polineziei către Noua Zeelandă. Se presupune că aceste migrări au avut loc între anii 800-1300 e.n. Istoria orală maori descrie sosirea strămoșilor (celor din vechime), veniți din Hawaiki, o mitică țară de baștină din tropicala Polinezie. Venirea a fost posibilă, spune tradiția, cu canoe uriaș numite de ei waka.

## Cultură
În limba maori, cuvântul maori are semnificația de "comun", "normal", această diferență apare din cultura și tradiția orală a acestei populații, în care se face diferența între zeități, spirite și comunul uman, supus morții.